# Rogača, Lučani
Rogača (izvirno srbsko Рогача) je naselje v Srbiji, ki upravno spada pod Občino Lučani; slednja pa je del Moraviškega upravnega okraja.

## Demografija
V naselju živi 281 polnoletnih prebivalcev, pri čemer je njihova povprečna starost 47,9 let (45,2 pri moških in 50,6 pri ženskah). Naselje ima 127 gospodinjstev, pri čemer je povprečno število članov na gospodinjstvo 2,63.
To naselje je, glede na rezultate popisa iz leta 2002, večinoma srbsko, a v času zadnjih treh popisov je opazno zmanjšanje števila prebivalcev.
|  |

| Demografija | Demografija     | Demografija     |
| Leto        | Št. prebivalcev | Št. prebivalcev |
| ----------- | --------------- | --------------- |
|             |                 |                 |
|             |                 |                 |
|             |                 |                 |
|             |                 |                 |
| 1948        | 775             |                 |
| 1953        | 767             |                 |
| 1961        | 731             |                 |
| 1971        | 646             |                 |
| 1981        | 532             |                 |
| 1991        | 436             | 435             |
| 2002        | 351             | 334             |
|             |                 |                 |

| Etnična sestava po popisu iz leta 2002 | Etnična sestava po popisu iz leta 2002 | Etnična sestava po popisu iz leta 2002 | Etnična sestava po popisu iz leta 2002 | Etnična sestava po popisu iz leta 2002 |
| -------------------------------------- | -------------------------------------- | -------------------------------------- | -------------------------------------- | -------------------------------------- |
| Srbi                                   | Srbi                                   |                                        | 332                                    | 99,40%                                 |
| Neznano                                | Neznano                                |                                        | 2                                      | 0,59%                                  |